# 芝山はにわ道
芝山はにわ道（しばやまはにわどう）は、千葉県内の有識者により設置された「千葉県道路愛称制定委員会」制定の千葉県道路愛称名の一つであり、1988年度に制定された。
区間は、千葉県道62号成田松尾線および千葉県道58号松尾蓮沼線の新道の全線で、成田国際空港と九十九里浜中央を結んでいる。なお千葉県道62号および千葉県道58号には旧道も存在し、特に千葉県道58号は全線にわたって新道と旧道が平行してあるが、旧道は指さない。
はにわで有名な山武郡芝山町から、国指定史跡の芝山古墳群や千葉県指定史跡の山室姫塚古墳の傍を通り、道路両脇には随所にはにわが建てられている。また全線を通して空港シャトルバスが運行されている。

## 途中の市町村
- 芝山町
- 横芝光町
- 山武市

## 沿線の主なスポット
- 航空科学博物館・成田空港 空と大地の歴史館
- 芝山古墳群
- 蓮沼海浜公園
- 道の駅オライはすぬま
- 道の駅風和里しばやま